# جيرت فان رامبيلبيرج
جيرت فان رامبيلبيرج (بالفرنسية: Geert Van Rampelberg)‏ (و. 1975  م) هو ممثل، ومؤدي، ومؤلف، ومبدع بلجيكي.

## وصلات خارجية
- جيرت فان رامبيلبيرج على موقع IMDb (الإنجليزية)
- جيرت فان رامبيلبيرج على موقع قاعدة بيانات الأفلام العربية
- جيرت فان رامبيلبيرج على موقع ألو سيني (الفرنسية)
- جيرت فان رامبيلبيرج على موقع ميوزك برينز (الإنجليزية)
- جيرت فان رامبيلبيرج على موقع أول موفي (الإنجليزية)
- جيرت فان رامبيلبيرج على موقع قاعدة بيانات الأفلام السويدية (السويدية)
- جيرت فان رامبيلبيرج على موقع قاعدة بيانات الفيلم (الإنجليزية)
- جيرت فان رامبيلبيرج على موقع كينوبويسك (الروسية)